# Rhamphomyia lamellata
Rhamphomyia lamellata är en tvåvingeart som beskrevs av Collin 1926. Rhamphomyia lamellata ingår i släktet Rhamphomyia och familjen dansflugor. Inga underarter finns listade i Catalogue of Life.

## Bildgalleri

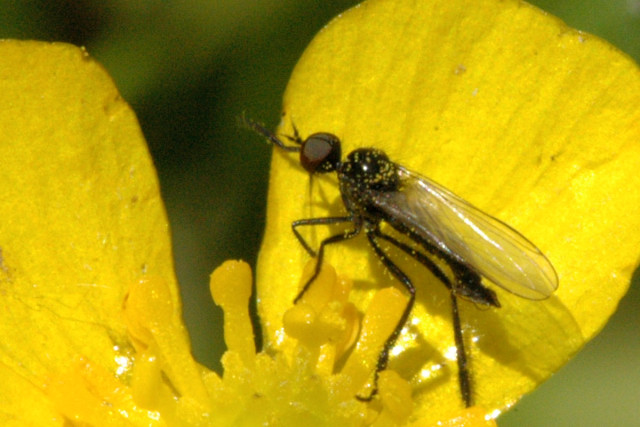